# Caucasanura
Genre
Caucasanura est un genre de collemboles de la famille des Neanuridae.

## Distribution
Les espèces de ce genre se rencontrent dans le Caucase et en Turquie.

## Liste des espèces
Selon Checklist of the Collembola of the World (version du 10 octobre 2019) :
- Caucasanura besucheti Deharveng, 1989
- Caucasanura stebaevae Kuznetsova & Potapov, 1988

## Publication originale
- Kuznetsova & Potapov, 1988 : New data on the taxonomy of springtails of the family Neanuridae and Odontellidae (Collembola). Zoologicheskii Zhurnal, vol. 67, no 12, p. 1833-1844.